# Mia Haglund
Mia Haglund, född 1986, är en finländsk politiker för Vänsterförbundet. Hon är ledamot i stadsfullmäktige i Helsingfors och medlem i stadsmiljönämnden samt generalsekreterare för Nordisk grön vänster. 
Haglund är också programledare för den samhällskritiska och feministiska podcasten Omaa luokkaa. 
Hon är engagerad i bland annat klimatpolitik. 